# Krisztin Tibor
Krisztin Tibor (Mórahalom, 1956. szeptember 12.) Széchenyi-díjas magyar matematikus, egyetemi tanár, a Magyar Tudományos Akadémia rendes tagja. Kutatási területe a dinamikai rendszerek és a funkcionál-differenciálegyenletek. 2011 és 2014 között a Szegedi Tudományegyetem Bolyai Intézet igazgatója.

## Életpályája
A ruzsai általános iskolai éveket követően 1971-ben kezdte meg középiskolai tanulmányait a szegedi Radnóti Miklós Gimnáziumban, ahol 1975-ben érettségizett. 1976-ban kezdte meg felsőfokú képzését a József Attila Tudományegyetem matematikus szakán, diplomáját 1981-ben szerezte meg. Egy évre rá megszerezte egyetemi doktori címét is. Oktatói pályafutását az egyetem Bolyai Intézetének analízis tanszékén kezdte, majd 1986-ban a halmazelméleti és logikai matematikai tanszékén folytatta. 1987-ben kapta meg egyetemi adjunktusi, 1989-ben docensi megbízását. 1998 és 2001 között Széchenyi professzori ösztöndíjjal kutatott. Egyetemi tanári kinevezését 2000-ben vette át. 2005-ben az alkalmazott és numerikus matematikai tanszék vezetésével is megbízták. 2011 és 2014 között a Bolyai Intézet igazgatója is volt. Magyarországi tevékenysége mellett számos külföldi ösztöndíj keretében kutatott és tanított, így 1983-ban a kanadai University of Albertán (1990–91), a Giesseni Egyetemen (1996–97, 2002, 2011) vagy a University of South Floridán (2001).
1988-ban védte meg a matematikai tudomány kandidátusi, 2000-ben akadémiai doktori értekezését. Az MTA Matematikai Tudományos Bizottságának lett tagja, 2007 és 2013 között az MTA Doktori Tanácsában is tevékenykedett. 2013-ban választották meg a Magyar Tudományos Akadémia levelező, 2019-ben rendes tagjává. 2017-ben az Akadémia Matematikai Tudományok Osztályának helyettes elnökévé, 2020-ban pedig a Szegedi Akadémiai Bizottság elnökévé is megválasztották. Ugyanebben az évben az MTA elnökségébe is bekerült a területi akadémiai bizottságok képviselőjeként. Akadémiai tevékenysége mellett az OTKA matematikai és természettudományi bizottságait is vezette. Számos tudományos folyóirat szerkesztőbizottsági munkáiban is részt vett pályafutása során, így többek között: Acta Scientiarum Mathematicarum, Differential Equations and Dynamical Systems, Alkalmazott Matematikai Lapok, International Journal of Dynamical Systems and Differential Equations vagy Communications in Differential and Difference Equations.

## Díjai, elismerései
- Rényi Kató-díj (1978)
- Grünwald Géza-díj (1984)
- Magyar Köztársasági Arany Érdemkereszt (2005)
- Ipolyi Arnold-díj (2007)
- Akadémiai Díj (2009)
- Szele Tibor-emlékérem (2015)
- Szőkefalvi-Nagy Béla-díj (2017)
- Széchenyi-díj (2018)

## Főbb publikációi
- Stability for functional-differential equations and some variational problems (1990)
- On the existence of periodic solutions for linear inhomogeneous and quasilinear functional-differential equations (1992)
- A necessary and sufficient condition for the asymptotic stability of the damped oscillator (1995)
- Shape, smoothness and invariant stratification of an attracting set for delayed monotone positive feedback (1999)
- Unique periodic orbits for delayed positive feedback and the global attractor (2001)
- Functional differential equations with state-dependent delays: theory and applications (2006)
- Large-Amplitude Periodic Solutions for Differential Equations with Delayed Monotone Positive Feedback (2011)
- Global attractivity of the zero solution for Wright's equation (2014)
- The unstable set of a periodic orbit for delayed positive feedback (2016)